# Савинское сельское поселение (Новгородская область)
Са́винское се́льское поселе́ние — муниципальное образование в Новгородском районе Новгородской области Российской Федерации.
Административный центр — деревня Савино.

## География
Территория сельского поселения расположена в центре Новгородской области, на правобережье реки Волхов и нижнем течении реки Вишера. Площадь территории поселения — 1000,8 км², что составляет 21,7 % от территории Новгородского муниципального района.
На территории муниципального образования начинается Вишерский канал, также в Савинском сельском поселении находятся археологические памятники — городище Холопий городок (V—VIII века) и городище Сопка (VIII—X века).
Неподалёку от устья Вишеры сохранились участки дубового леса — памятник природы «Савинские дубравы». Ранее здесь действовал Савво-Вишерский монастырь (закрыт в 1930-е годы, основатель преподобный Савва Вишерский).
В районе деревни Волынь и реки Сосницы находится памятник природы регионального значения «Волынские дубравы».

## История
Савинское сельское поселение было образовано в соответствии с законом Новгородской области от 11 ноября 2005 года № 559-ОЗ. C 1 апреля 2014 года Законом Новгородской области № 533-ОЗ были преобразованы: Новоселицкое сельское поселение, Савинское сельское поселение и Волотовское сельское поселение во вновь образованное муниципальное образование Савинское сельское поселение с определением административного центра в деревне Савино.

## Население
| 2010  | 2012  | 2013  | 2014  | 2015  | 2016  | 2017  |
| ----- | ----- | ----- | ----- | ----- | ----- | ----- |
| 2210  | ↗2486 | ↗2658 | ↗2767 | ↗9025 | ↗9317 | ↗9645 |
| 2021  |       |       |       |       |       |       |
| ↘8728 |       |       |       |       |       |       |

## Состав сельского поселения
| №  | Населённый пункт    | Тип населённого пункта          | Население |
| -- | ------------------- | ------------------------------- | --------- |
| 1  | Александровское     | деревня                         | 78        |
| 2  | Бараниха            | деревня                         | 15        |
| 3  | Божонка             | деревня                         | 1415      |
| 4  | Волотово            | деревня                         | 218       |
| 5  | Волховец            | посёлок                         | 923       |
| 6  | Волынь              | деревня                         | 52        |
| 7  | Вылеги              | деревня                         | 13        |
| 8  | Городок             | деревня                         | 16        |
| 9  | Губарёво            | деревня                         | 55        |
| 10 | Дубровка            | деревня                         | 273       |
| 11 | Жабицы              | деревня                         | 12        |
| 12 | Зарелье             | деревня                         | 23        |
| 13 | Змейско             | деревня                         | 37        |
| 14 | Кирилловка          | деревня                         | 9         |
| 15 | Кирилловское Сельцо | деревня                         | 11        |
| 16 | Кунино              | деревня                         | 35        |
| 17 | Лахново             | деревня                         | 8         |
| 18 | Любитово            | деревня                         | 9         |
| 19 | Малая Горка         | деревня                         | 7         |
| 20 | Марково             | деревня                         | 36        |
| 21 | Мшага               | деревня                         | 82        |
| 22 | Мытно               | деревня                         | 69        |
| 23 | Новая Деревня       | деревня                         | 143       |
| 24 | Новое Кунино        | деревня                         | 65        |
| 25 | Новониколаевское    | деревня                         | 77        |
| 26 | Новоселицы          | деревня                         | 1623      |
| 27 | Пахотная Горка      | деревня                         | 24        |
| 28 | Плашкино            | деревня                         | 219       |
| 29 | Посад               | деревня                         | 48        |
| 30 | Пятница             | деревня                         | 114       |
| 31 | Радионово           | деревня                         | 42        |
| 32 | Радоча              | деревня                         | 18        |
| 33 | Робейка             | деревня                         | 32        |
| 34 | Русса               | деревня                         | 28        |
| 35 | Рушиново            | деревня                         | 32        |
| 36 | Рышево              | деревня                         | 48        |
| 37 | Савино              | деревня, административный центр | 981       |
| 38 | Сельцо-Шатерно      | деревня                         | 15        |
| 39 | Ситно               | деревня                         | 22        |
| 40 | Ситно               | посёлок                         | 48        |
| 41 | Сковородка          | деревня                         | 0         |
| 42 | Слутка              | деревня                         | 394       |
| 43 | Сопки               | деревня                         | 41        |
| 44 | Сосновка            | деревня                         | 0         |
| 45 | Спас-Нередицы       | деревня                         | 26        |
| 46 | Сперанская Мыза     | деревня                         | 10        |
| 47 | Ушерско             | деревня                         | 100       |
| 48 | Хутынь              | деревня                         | 161       |
| 49 | Шевелёво            | деревня                         | 57        |
| 50 | Шолохово            | деревня                         | 292       |